# Rua do Carmo (Lisbonne)
La Rua do Carmo est une rue du centre de Lisbonne au Portugal. 

## Situation et accès
Elle va de la Rua Garrett et de la rua Nova do Almada (pt) à environ 200 mètres au nord en descendant jusqu'à la place Don Pedro IV.
C'est l'une des rues centrales du Chiado et d'une grande importance commerciale. En plus des commerçants établis de longue date, on y trouve des succursales de chaînes de vente au détail internationales. La passerelle de l'Elevador de Santa Justa traverse la rue.

## Origine du nom
La rue doit son nom au couvent des Carmélites situé au-dessus de la rue, qui fut en grande partie détruit lors du tremblement de terre de 1755. 

## Historique
La « rua do Carmo» a été reconstruite après le tremblement de terre de Lisbonne de 1755, dans le cadre du plan du Marquis de Pombal pour réorganiser le centre-ville.
Elle a reçu son nom actuel par décision de la Câmara Municipal de Lisbonne le 18 mai 1889.
Après l'incendie du Chiado (pt) du 25 août 1988, qui détruisit plusieurs bâtiments du XVIIIe siècle, un déclin s'amorça. Dans les années 1990, la reconstruction du quartier a été conduite par l'architecte Alvaro Siza.
Au début des années 1980, le groupe de rock portugais UHF a composé une chanson intitulée « Rua do Carmo » (it), qui a été un succès radio majeur et décrit l'artère avant l'incendie.